# Grossulaire
Le grossulaire est un minéral de la famille des grenats, dont il représente le pôle calcique alumineux. Son nom dérive du nom scientifique de la groseille à maquereau (Grossularia, synonyme de Ribes) en référence à la couleur du minéral trouvé en Sibérie.
La couleur du grossulaire peut varier du blanc, jaune, jaune-vert, brun-rouge, orange au noir. La tsavorite du Kenya (parc naturel du Tsavo) est une variété de grossulaire vert émeraude.
Minéral de métasomatisme de contact.

## Gisements
- Italie (Ciclova)
- Russie (Viliouï)
- Suisse (Zermatt)
- Mexique (Morelos, Concepcion del Oro)
- etc

## Utilisations
Il est utilisé en tant que pierre fine surtout pour la tsavorite appréciée pour sa couleur.